# Rejon aleucki
Rejon aleucki (ros. Алеу́тский райо́н, Aleutskij rajon) – jednostka administracyjno-terytorialna, wchodząca w skład Kraju Kamczackiego i obejmująca terytorium Wysp Komandorskich.
Stolicą i jedyną miejscowością rejonu jest Nikolskoje, dlatego też ludność rejonu jest równa ludności wsi i wynosiła w 1989 roku 1 356 osób, w 2002 roku 808 osób, a w 2010 spadła do 677 mieszkańców.
Większość rejonu zajmuje Komandorski Rezerwat Biosfery.